# هيو إي. وايلد
هيو إي. وايلد (بالإنجليزية: Hugh E. Wild)‏ هو ضابط أمريكي، ولد في 15 أبريل 1918 في إيلموود في الولايات المتحدة، وتوفي في 18 فبراير 2013 في ريفرسايد في الولايات المتحدة.